# Assedio di Gerusalemme (597 a.C.)

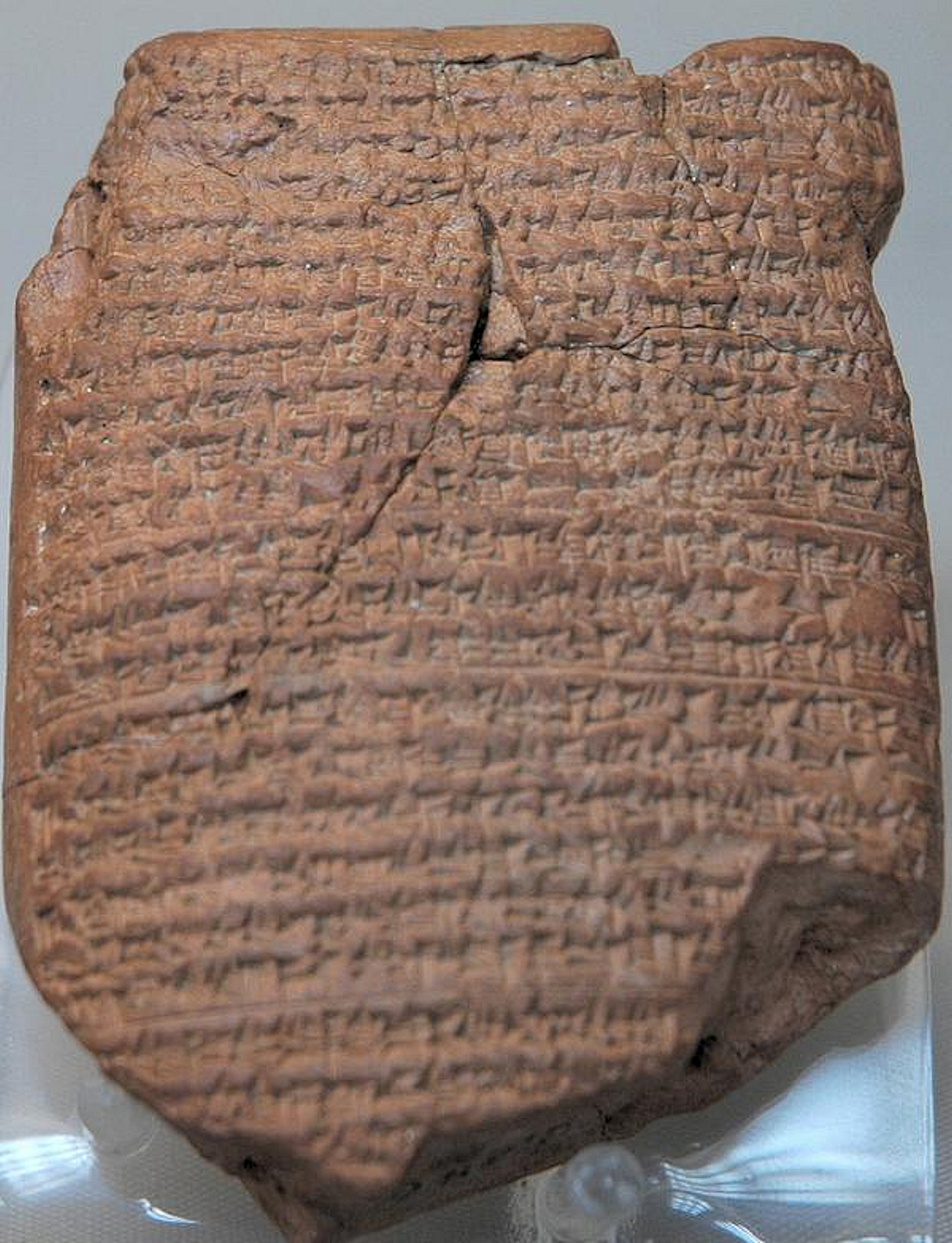
L'assedio di Gerusalemme del 597 a.C. è citato nei primi anni della Cronaca di Nabucodonosor II

L'assedio di Gerusalemme del 597 a.C. fu una campagna militare condotta da Nabucodonosor II, re dell'Impero neo-babilonese, con la quale quest'ultimo assediò Gerusalemme, allora città capitale del Regno di Giuda. La città si arrese e il re di Giuda, Ioiachin, fu deportato a Babilonia e sostituito dallo zio Sedecia. L'assedio è citato sia nell'Antico Testamento (Re II, 24:10–1, NIV), che nelle Cronache babilonesi, Cronaca di Nabucodonosor II.
Nel 601 a.C. Nabucodonosor tentò senza successo di occupare l'Egitto, venendo respinto e subendo pesanti perdite. Ioiakim, re di Giuda, intravide l'opportunità di ribellarsi al dominio babilonese, assumendo una posizione a favore dell'Egitto, nonostante le forti rimostranze del profeta Geremia. Ioiakim morì per motivi non chiari, e gli succedette il suo giovane figlio, Ioiachin.
I Babilonesi assediarono Gerusalemme, e nel marzo 597 a.C. la città si arrese. Ioiachin, la sua corte e altri eminenti cittadini e artigiani, furono deportati a Babilonia. Questo evento è considerato l'inizio della cattività babilonese e della diaspora ebraica. Lo zio di Ioiachin, Sedecia, fu installato come re di Giuda, vassallo.
Un decennio dopo, Sedecia lanciò un'altra ribellione contro i Babilonesi, che fu brutalmente stroncata da Nabucodonosor. Nel 587 a.C., il primo assedio di Gerusalemme culminò nella distruzione della città del Tempio di Salomone, ponendo fine al Regno di Giuda.

## Datazione
Le Cronache babilonesi, che sono state pubblicate da Donald Wiseman nel 1956, stabiliscono che Nabucodonosor occupò Gerusalemme per la prima volta il 16 marzo 597 a.C. Prima della pubblicazione di Wiseman, E. R. Thiele aveva determinato dai testi biblici che la prima occupazione di Gerusalemme da parte di Nabucodonosor ebbe luogo nella primavera del 597 a.C., ma altri studiosi, tra i quali William F. Albright, più frequentemente datano l'evento al 598 a.C..

## Assedio
Per evitare la distruzione di Gerusalemme, il re di Giuda Jehoiakim, nel suo terzo anno di regno, cambiò la sua alleanza dall'Egitto alla Babilonia. Egli pagò tributi dalla tesoreria in Gerusalemme, e Nabucodonosor prese alcuni oggetti artistici dal tempio e alcuni membri della famiglia reale e della nobiltà come ostaggi . Nel 601 a.C., durante il quarto anno del suo regno, Nabucodonosor tentò senza successo d'invadere l'Egitto e fu respinto con gravi perdite. La sconfitta fu occasione di gravi ribellioni tra gli stati del Levante, che dovevano fedeltà a Babilonia, compreso il Regno di Giuda dove il re Jehoiakim smise di pagare tributi a Nabucodonosor e assunse una posizione pro-Egitto.
Nabucodonosor presto ebbe a che fare con questa rivolta. Secondo le Cronache di Nabucodonosor, egli pose l'assedio a Gerusalemme, che cadde nel 597 a.C.. Le Cronache affermano:
Nel settimo anno [di regno di Nabucodonosor, 598 a.C.] sul monte Chislev [novembre/|data] il re di Babilonia mise insieme il suo esercito e dopo che aveva invaso la terra di Hatti (Siria/Palestina) egli pose l'assedio alla città di Giuda. Il secondo giorno del mese di Adar [16 marzo] egli conquistò la città e prese prigioniero il re [Ioiachin]. Egli installò al suo posto un re  [Zedekiah] di sua scelta, e dopo aver ricevuto ricchi tributi, partì per Babilonia.
Jehoiakim morì durante l'assedio, probabilmente il 10 dicembre 598 a.C., o durante i mesi di Kislev, o Tevet. Nabucodonosor saccheggiò la città e il suo Tempio, e il nuovo re Ioiachin, che aveva 8 o 18 anni, la sua corte e altri eminenti cittadini e artigiani furono deportati a Babilonia. La deportazione ebbe luogo prima del Nisan del 597 a.C., e le date nel Libro di Ezechiele sono contate da quell'evento.
Nabucodonosor installò lo zio di Ioiachin, Zedekiah, come re-fantoccio di Giuda, e Ioiachin fu obbligato a rimanere in Babilonia. L'inizio del regno di Zedekiah è stato variamente datato in poche settimane prima, o dopo l'inizio di Nisan 597 a.C..
Il Libro dei Re registra che 10.000 persone furono esiliate durante questo periodo, anche aggiungendo 7000 artigiani e 1000 fabbri, si porta il totale a 18000. Comparativamente, il Libro di Geremia parla di 3023 persone portate in cattività. Alcuni studiosi hanno sostenuto che questo numero include solo uomini. Se ciò fosse vero, forse sarebbero stati esiliati da 15000 a 30000 Ebrei.